# Beata Hryniewicz
Beata Bronisława Hryniewicz (ur. 1891, zm. 1969) – polska siostra zakonna, Sprawiedliwa wśród Narodów Świata.

## Życiorys
Podczas okupacji niemieckiej Beata Hryniewicz była przełożoną Domu Serca Jezusowego w Skórcu, niedaleko Siedlec. W tym czasie zaopiekowała się zbiegłymi z warszawskiego i kałuszyńskiego getta siostrami Batią i Esterą Faktor (również znanymi jako Barbara i Jadzia). Nie wiedząc o żydowskich korzeniach dzieci, Hryniewicz sprawowała opiekę nad dziewczynkami wspólnie z s. Stanisławą Jóźwikowską. Po zapisaniu podopiecznych do szkoły podstawowej, Hryniewicz starała się znaleźć w Warszawie niezbędne do edukacji certyfikaty urodzenia i chrztu. Po ujawnieniu przez Basię i Jadzię swojej tożsamości, siostry zakonne podjęły decyzję dalszej opieki nad dziećmi, mimo równoległej obecności niemieckich żołnierzy w budynku zajmowanym przez zakon. Po zakończeniu okupacji siostry Hryniewicz i Jóźwikowska przekazały ukrywane dziewczyny Komitetowi Żydowskiemu w Siedlcach, który następnie zorganizował ich emigrację do Izraela. Siostry Faktor pozostały w kontakcie z siostrami zakonnymi Hryniewicz i Jóźwikowską.
31 sierpnia 1994 r. Beata Hryniewicz została uznana przez Jad Waszem za Sprawiedliwą wśród Narodów Świata. 